# SN 2004cl
SN 2004cl – supernowa typu Ia odkryta 20 marca 2004 roku w galaktyce A082933+0852. W momencie odkrycia miała maksymalną jasność 21,50m.